# Sikorsky S-42
Sikorsky S-42 Clipper var ett flygbåt som konstruerades av Sikorski Aircraft Corporation på beställning från Pan Amarican.
5 juli 1937 flögs en provtur av piloten Harold Gray över nordatlanten senare under året flögs en provtur mellan San Francisco till Nya Zeeland.